# Артамонов Клим Ігорович
Клим Ігорович Артамонов 5 листопада 1993, Керч, Україна) — український професійний баскетболіст, що грає на позиції розігруючого захисника.

## Кар'єра
Професійну кар'єру почав у Литві. Провівши 4 сезони за кордоном повернувся в Одесу. Там у 2013 році підписав контракт з БК «Одеса». Став лідером команди, за яку провів два з половиною сезони. У січні 2015 року Клим залишив клуб через фінансові проблеми. 
У серпні 2015 року перейшов до складу команди клубу «Черкаські Мавпи». У її складі набирав 9 очок, 6,8 передач і 3,5 підбирання. По закінченню першого сезону повернувся в Одесу, де підписав контракт з «БІПОЮ». 
У сезоні 2016-2017 провів 29 матчів, в яких набирав 13,8 очка, 3,5 підбирання та 6,2 передачі). 
Сезон 2019-2020 провів у Іспанії, де виступав у складі «Араберрі». 
Після цього повернувся в Україну, де підписав контракт з «Миколаєвом». 
2022 року перейшов до французького ««Лон-Плаж»» з третього дивізіону країни.

## Збірна України
У 2012 та 2013 роках Клим Артамонов у складі молодіжної збірної України грав на чемпіонатах Євробаскет (U-20), де також ставав найкращим за кількістю результативних передач у своїй команді.
У 2014 році побував у таборі збірної України, але на чемпіонат світу 2014 року не поїхав.